# Friedrich Wilhelm von Harras

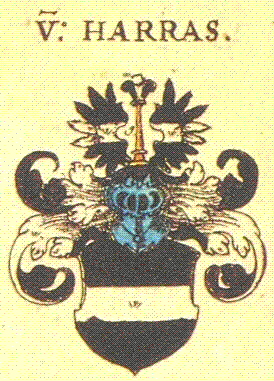
Wappen der Familie von Harras nach Siebmachers Wappenbuch

Friedrich Wilhelm von Harras (* um 1640; † 1694) war Mitbesitzer des Rittergutes Oßmannstedt und erwarb 1680 Großobringen von den von Eberstein. Er hatte den Rang eines Leutnants.

## Biografische Daten
Friedrich Wilhelm wurde um 1640 vermutlich als Sohn Quirin III. von Harras auf Wallichen geboren.
In den Jahren um 1676 und 1678 war er Mitbesitzer des Rittergutes Oßmannstedt bei Weimar. Am 2. April 1680 erwarb Friedrich Wilhelm von Harras Großobringen von Philipp Heinrich und Otto Heinrich von Eberstein. Die von Harras besaßen das Rittergut über drei Generationen. Erst nach einem lehenrechtlichen Prozess 1778 wurden sie durch den Herzog von Sachsen-Weimar und Eisenach enteignet und das Rittergut in ein herzogliches Schatullgut verwandelt.
Im Rang eines Leutnants verstarb er noch vor dem Jahr 1694 und hinterließ zwei Söhne: Ernst Friedrich von Harras (* 1676) und Ernst Wilhelm von Harras (* 1678) auf Großobringen.